# Relazioni internazionali delle Due Sicilie

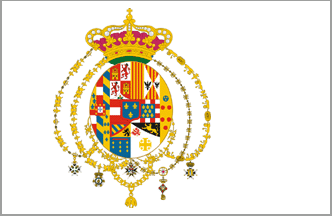
Bandiera del Regno delle Due Sicilie

Le relazioni internazionali del Regno delle Due Sicilie sono quell'insieme di rapporti diplomatici ed economici intrattenuti da tale Stato con il resto del mondo tra il 1816 e il 1860. Data la massiccia presenza dei Borbone nel Mediterraneo, il Regno consolidò rapporti politici, economici, e culturali con i paesi di lingua romanza in Europa e anche nell'America Latina. 

## Missioni diplomatiche bilaterali per paese

### Europa
| Stato                                          | Missione diplomatica bilaterale incaricata                          | Sede                                            | Note |
| ---------------------------------------------- | ------------------------------------------------------------------- | ----------------------------------------------- | --- |
| Impero austriaco                               | Ambasciata presso Sua Maestà                                        | Napoli, Palazzo Pignatelli di Strongoli         | |
| Impero austriaco                               | Ambasciata presso l'Imperatore                                      | Vienna                                          | |
| Baviera                                        | Ambasciata presso Sua Maestà                                        | Napoli                                          | Dal 1851 al 1867 le funzioni dell'ambasciatore bavarese a Napoli vennero accorpate a quello bavarese presso la Santa Sede, che aveva residenza a Roma. |
| Baviera                                        | Nessuna                                                             |                                                 | |
| Francia                                        | Ambasciata presso Sua Maestà                                        | Napoli, Palazzo Acton (oggi Palazzo Salerno)    | |
| Francia                                        | Ambasciata presso Sua Maestà                                        | Parigi                                          | |
| Regno Unito                                    | Ambasciata presso Sua Maestà                                        | Napoli, Palazzo Serracapriola                   | |
| Regno Unito                                    | Ambasciata presso Sua Maestà                                        | Londra                                          | |
| Prussia                                        | Ambasciata presso Sua Maestà                                        | Napoli, Cappella vecchia                        | |
| Prussia                                        | Ambasciata presso Sua Maestà                                        | Berlino                                         | |
| Russia                                         | Ambasciata presso Sua Maestà                                        | Napoli, Palazzo Ferrandina                      | |
| Russia                                         | Ambasciata presso l'Imperatore                                      | Pietroburgo                                     | |
| Santa Sede                                     | Nunziatura apostolica presso Sua Maestà                             | Napoli, Strada Toledo, Palazzo della Nunziatura | |
| Santa Sede                                     | Ambasciata presso Sua Santità                                       | Roma, Palazzo Farnese                           | |
| Sardegna                                       | Ambasciata presso Sua Maestà                                        | Napoli, Palazzo Calabritto                      | |
| Sardegna                                       | Ambasciata presso Sua Maestà e presso Sua Altezza Reale il Granduca | Torino                                          | |
| Toscana Lucca Modena e Reggio Parma e Piacenza | Ambasciata di Sardegna presso Sua Maestà                            | Napoli, Palazzo Calabritto                      | |
| Toscana Lucca Modena e Reggio Parma e Piacenza | Ambasciata presso il Granduca di Toscana                            | Firenze                                         | |
| Sassonia                                       | Ambasciata presso Sua Maestà                                        | Napoli                                          | |
| Sassonia                                       |                                                                     |                                                 | |
| Svizzera                                       | Ambasciata di Sardegna presso Sua Maestà                            | Torino                                          | |
| Svizzera                                       | Ambasciata presso il Granduca di Toscana                            | Firenze                                         | |
| Svezia                                         | Nessuna                                                             |                                                 | Rapporti unilaterali |
| Svezia                                         | Ambasciatore di Svezia presso le Corti d'Italia                     |                                                 | Rapporti unilaterali |
| Impero ottomano                                | Nessuna                                                             |                                                 | |
| Impero ottomano                                | Legazione di Sua Maestà presso l'Imperatore                         | Costantinopoli                                  | |

### Americhe
| Stato       | Missione diplomatica bilaterale incaricata | Sede                                    | Note                                                         |
| ----------- | ------------------------------------------ | --------------------------------------- | ------------------------------------------------------------ |
| Brasile     | Legazione presso Sua Maestà                | Napoli, Vico Carminiello a Chiaia, n°12 |                                                              |
| Brasile     | Nessuna                                    |                                         |                                                              |
| Stati Uniti | Legazione presso Sua Maestà                | Napoli, Riviera di Chiaia, n°88         | Relazioni bilaterali tra Due Sicilie e Stati Uniti d'America |
| Stati Uniti | Nessuna                                    |                                         | Relazioni bilaterali tra Due Sicilie e Stati Uniti d'America |